# Garnierius
Garnierius is een kevergeslacht uit de familie van de boktorren (Cerambycidae). De wetenschappelijke naam van het geslacht werd voor het eerst geldig gepubliceerd in 2001 door Adlbauer.

## Soorten
Garnierius omvat de volgende soorten:
- Garnierius aethiopicus Adlbauer, 2001
- Garnierius albostriatulus (Fuchs, 1971)
- Garnierius orientalis Adlbauer, 2010
- Garnierius werneri Adlbauer, 2002